# Robert Allan Weinberg
Robert Allan Weinberg (* 11. November 1942 in Pittsburgh) ist ein amerikanischer Molekularbiologe. Er ist Professor für Biologie und Daniel-K.-Ludwig-Professor für Krebsforschung am Massachusetts Institute of Technology (MIT) in Cambridge, Massachusetts sowie Gründungsmitglied des Whitehead-Instituts für biomedizinische Forschung.
Seine Forschungsinteressen konzentrieren sich auf die molekularen Grundlage von Krebserkrankungen. Zu seinen Beiträgen in diesem Gebiet zählen unter anderem die Entdeckung des ersten Onkogens (Ras) und des ersten Tumorsuppressorgens (Rb) des Menschen. Diese Arbeiten gelten als bahnbrechend für die Krebsforschung, da sie das Verständnis der Ursachen der Krebsentstehung grundlegend verändert haben.

## Leben
Robert Allan Weinberg wurde 1942 in Pittsburgh als Sohn des Zahnarztes Fritz Weinberg und dessen Frau Lore Reichhardt geboren, die vier Jahre zuvor aus Deutschland in die Vereinigten Staaten emigriert waren. Er studierte Biologie am Massachusetts Institute of Technology (MIT) und erhielt 1964 einen Abschluss als Bachelor of Science (B.S.) sowie ein Jahr später einen Masterabschluss (M.A.). Im Jahr 1969 promovierte er am MIT, nachdem er zwischenzeitlich von 1965 bis 1966 als Dozent für Biologie am Stillman College in Tuscaloosa, Alabama tätig gewesen war. Nach seiner Promotion ging er für zwei Jahre nach Israel an das Weizmann-Institut für Wissenschaften in Rechowot und anschließend bis 1972 an das Salk Institute for Biological Studies in La Jolla.
1972 kehrte er an das MIT zurück, wo er als Assistant Professor in der Abteilung für Biologie und am Zentrum für Krebsforschung tätig war. Vier Jahre später wurde er Associate Professor. Im Jahr 1981 beschrieb er erstmals Gene, die an der Entstehung von Leukämie sowie Darm- und Blasenkrebs im Menschen beteiligt sind, und konnte zeigen, dass diese in ruhendem Zustand oder mit deutlich geringerer Aktivität auch in gesunden Zellen vorhanden sind. Ein Jahr später wurde er zum Full Professor für Biologie ernannt. Darüber hinaus gründete er 1982 zusammen mit anderen Wissenschaftlern das Whitehead-Institut für biomedizinische Forschung am MIT und wurde Dozent am Massachusetts General Hospital. Das amerikanische Wissenschaftsmagazin Discover wählte ihn im gleichen Jahr zum Scientist of the Year (Wissenschaftler des Jahres).

## Wissenschaftliches Wirken
Die Forschung von Robert Allan Weinberg konzentriert sich auf die molekularen Mechanismen von Krebserkrankungen. Dabei untersucht er vor allem drei Fragestellungen: zum einen die Einwanderung von Krebszellen in andere Gewebe und die Entstehung von Metastasen, zum zweiten Mechanismen der Zellalterung (Seneszenz) sowie des Zelltodes bei Krebs und zum dritten die molekularen Grundlagen der Kommunikation zwischen verschiedenen Zellen in einem Tumor.
Robert Allan Weinberg hat im Laufe seiner Karriere fünf Bücher sowie mehr als 300 wissenschaftliche Artikel veröffentlicht, darunter mehr als 110 Publikationen in den renommierten Zeitschriften Cell, Nature, Science und Proceedings of the National Academy of Sciences. Sein wichtigstes Werk ist das 2006 erschienene Buch „The Biology of Cancer“, das als Standardwerk im Bereich der Tumorbiologie gilt. Darüber hat er mit „Racing to the Beginning of the Road: The Search for the Origin of Cancer“ und „One Renegade Cell“ auch Bücher geschrieben, in denen er die Entwicklung der Krebsforschung in einer für wissenschaftliche Laien verständlichen Form darstellt.

## Auszeichnungen
Robert Allan Weinberg ist Mitglied der amerikanischen National Academy of Sciences, der American Philosophical Society sowie der American Academy of Arts and Sciences, und wurde für seine bahnbrechenden wissenschaftlichen Leistungen in vielfältiger Weise geehrt. So erhielt er neben anderen Preisen im Jahr 1983 den Robert-Koch-Preis, einen der renommiertesten wissenschaftlichen Preise Deutschlands. Verschiedene Hochschulen wie die Northwestern University, die State University of New York, die City University of New York und die Universität Uppsala haben ihm die Ehrendoktorwürde verliehen, die amerikanische Krebsgesellschaft ernannte ihn 1985 zum Ehrenprofessor. 1984 erhielt er den Howard Taylor Ricketts Award, den National Academy of Sciences Award in Molecular Biology und den internationalen Antonio-Feltrinelli-Preis, 1987 den Alfred P. Sloan, Jr. Prize, 1992 den Max-Planck-Forschungspreis und einen Gairdner Foundation International Award, 1995 gemeinsam mit Alfred G. Knudson den Charles Rodolphe Brupbacher Preis für Krebsforschung, 1996 die Max-Delbrück-Medaille und den Pasarow Award sowie 1997 die National Medal of Science und den Keio Medical Science Prize. Im Jahr 1999 wurde er in den Orden Pour le Mérite für Wissenschaft und Künste aufgenommen und mit dem Albert Einstein World Award of Science ausgezeichnet. Im Jahr 2004 erhielt er den Wolf-Preis in Medizin sowie den Prinz-von-Asturien-Preis für wissenschaftliche und technische Forschung, 2006 den Warren Alpert Foundation Prize. Die Gesellschaft für Biochemie und Molekularbiologie verlieh ihm 2007 mit der Otto-Warburg-Medaille eine der wichtigsten Auszeichnungen im Bereich der Biochemie in Deutschland. 2009 erhielt er die Grande médaille de l’Académie des sciences und 2008 den InBev-Baillet Latour Health Prize. 2013 gehörte er zu den ersten Gewinnern des Breakthrough Prize in Life Sciences. Für 2016 wurde Weinberg der AACR Award für Lifetime Achievement in Cancer Research der American Association for Cancer Research zugesprochen, für 2021 der Japan-Preis.

## Werke (Auswahl)
- Oncogenes and the Molecular Origins of Cancer. Cold Spring Harbor Laboratory Press, New York 1989, ISBN 0-87969-336-3
- Genes and the Biology of Cancer. Scientific American Library, 1992, ISBN 0-7167-5037-6
- Racing to the Beginning of the Road: The Search for the Origin of Cancer. Harmony, 1996, ISBN 0-517-59118-9
- Molecular Oncology. Scientific American Introduction to Molecular Medicine Scientific American, New York 1996, ISBN 0-89454-023-8 (als Mitherausgeber)
- One Renegade Cell. Basic Books, 1999, ISBN 0-465-07276-3
- The Biology of Cancer. Garland Science, 2006, ISBN 0-8153-4078-8